# 羅奇穹

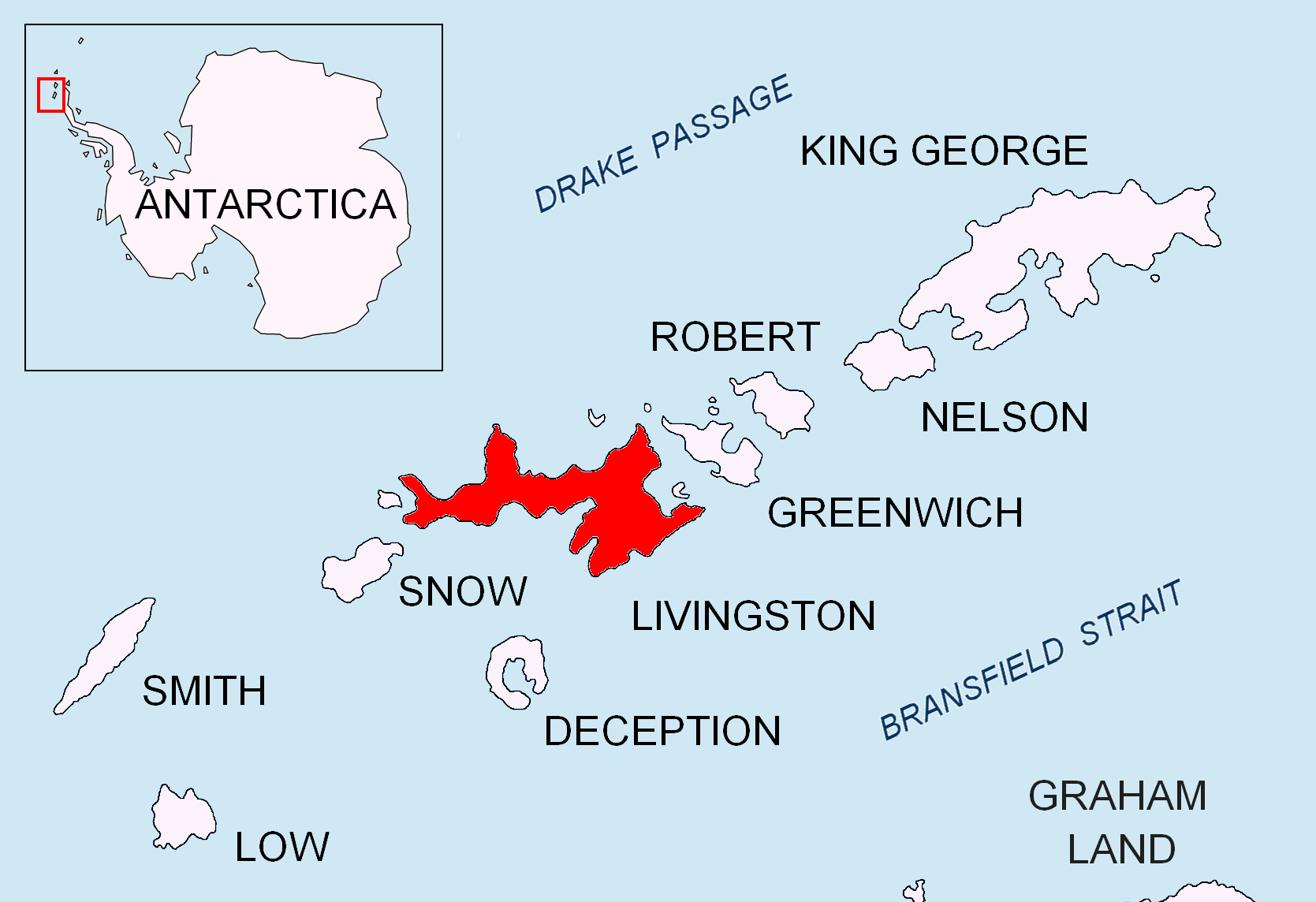

羅奇穹是南極洲的海穹，位於南設得蘭群島中利文斯頓島的巴克萊灣和沃爾克灣之間，處於象角西北面6.75公里、燦布拉克山以東6.1公里和羅角東南面4.77公里，海拔高度360米。
62°38′00″S 60°52′59″W / 62.63333°S 60.88306°W

## 外部連結
- SCAR Composite Antarctic Gazetteer（页面存档备份，存于）.